# Menschikow-Palais

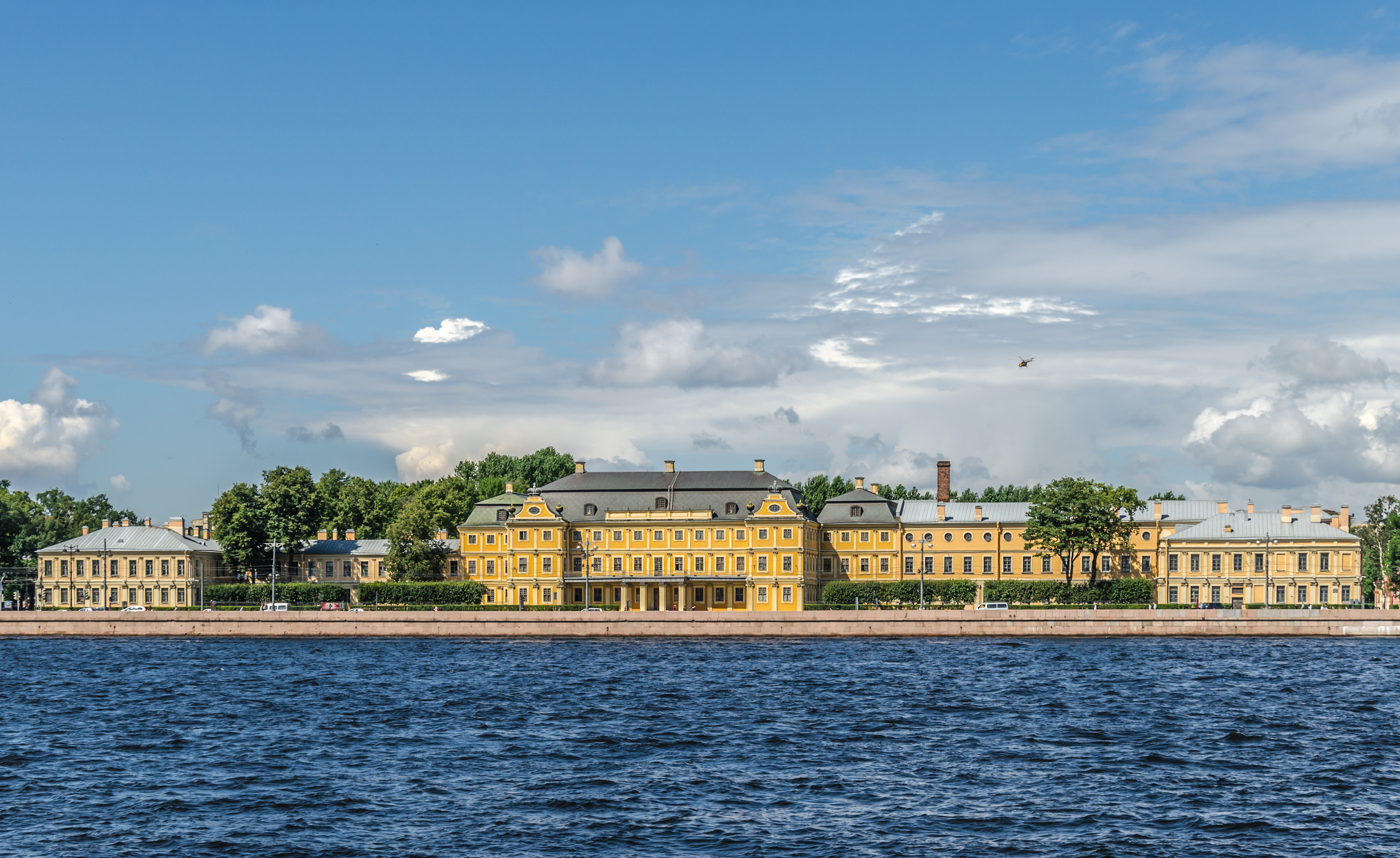
Das Palais von Südwesten

Menschikow-Palais (russisch Меншиковский дворец) ist ein barockes Palais und der erste große Steinbau in der zeitweiligen russischen Hauptstadt Sankt Petersburg. Es wurde für deren ersten Generalgouverneur Alexander Danilowitsch Menschikow errichtet.
Der auf der Wassiljewski-Insel an der Großen Newa gelegene dreistöckige Palast mit der Adresse „Universitetskaja nab. (Университетская набережная - Universitätskai) 15“ wurde ab 1713 nach ursprünglichen Plänen des italienischen Architekten Giovanni Maria Fontana gebaut und wurde bis etwa 1720 vom Hamburger Architekten Gottfried Schädel vollendet. Das Palais wurde im Innern luxuriös ausgestattet. Dazu wurden über 30.000 Delfter Kacheln, aufwändige Holztäfelungen und Parkettböden eingebaut. Der dänische Gesandte in Russland behauptete, dass alle Reichtümer aus polnischen Schlössern kämen. Aber auch Peter der Große hatte Menschikow vorgeworfen, dass er Polen ausgeplündert hätte. Hinter der Dreiflügelanlage befanden sich ursprünglich noch ausgedehnte barocke Gartenanlagen, die aber später der Bebauung zum Opfer fielen. Vor dem Gebäude, das durch eine spätere Erhöhung des Straßenniveaus etwas von seiner ursprünglichen Imposanz eingebüßt hat, konnten Schiffe anlegen. So wurde das Gebäude in seiner Anfangsphase bis zur Fertigstellung des Winterpalais auch gelegentlich von Zar Peter dem Großen für Staatsempfänge genutzt.
Als nach dem Tod von Zar Peter dem Großen sein Freund, Berater und Günstling Menschikow 1727 in Ungnade fiel, wurde der Palast enteignet und ab 1732 dem Ersten Kadettenkorps, einer Eliteschule für den russischen Adel, zur Verfügung gestellt. Die Schule, die sowohl eine militärische wie auch eine musische Bildung vermittelte (aus ihr ging 1756 unter Zarin Elisabeth I. das erste ständige russische Theater hervor), nutzte das Gebäude bis zum Ende der Zarenzeit 1918. Hierzu erfolgte bis 1735 ein Umbau und eine Erweiterung durch den Architekten Domenico Trezzini.
Nach einer langjährigen aufwändigen Renovierung wurde 1981 im Palais eine Zweigstelle des Staatlichen Eremitage-Museums untergebracht. Es werden Objekte der russischen Kultur im ersten Drittel des 18. Jahrhunderts ausgestellt. Hierzu wurde ein Teil der Wohnräume des Fürsten Menschikow originalgetreu wiederhergestellt und kann besichtigt werden. Ungewöhnlich sind die vier Räume, die mit Keramikfliesen aus holländischen und St. Petersburger Manufakturen ausgekleidet sind.